# Kasteel Wildenberg (Kirchzell)

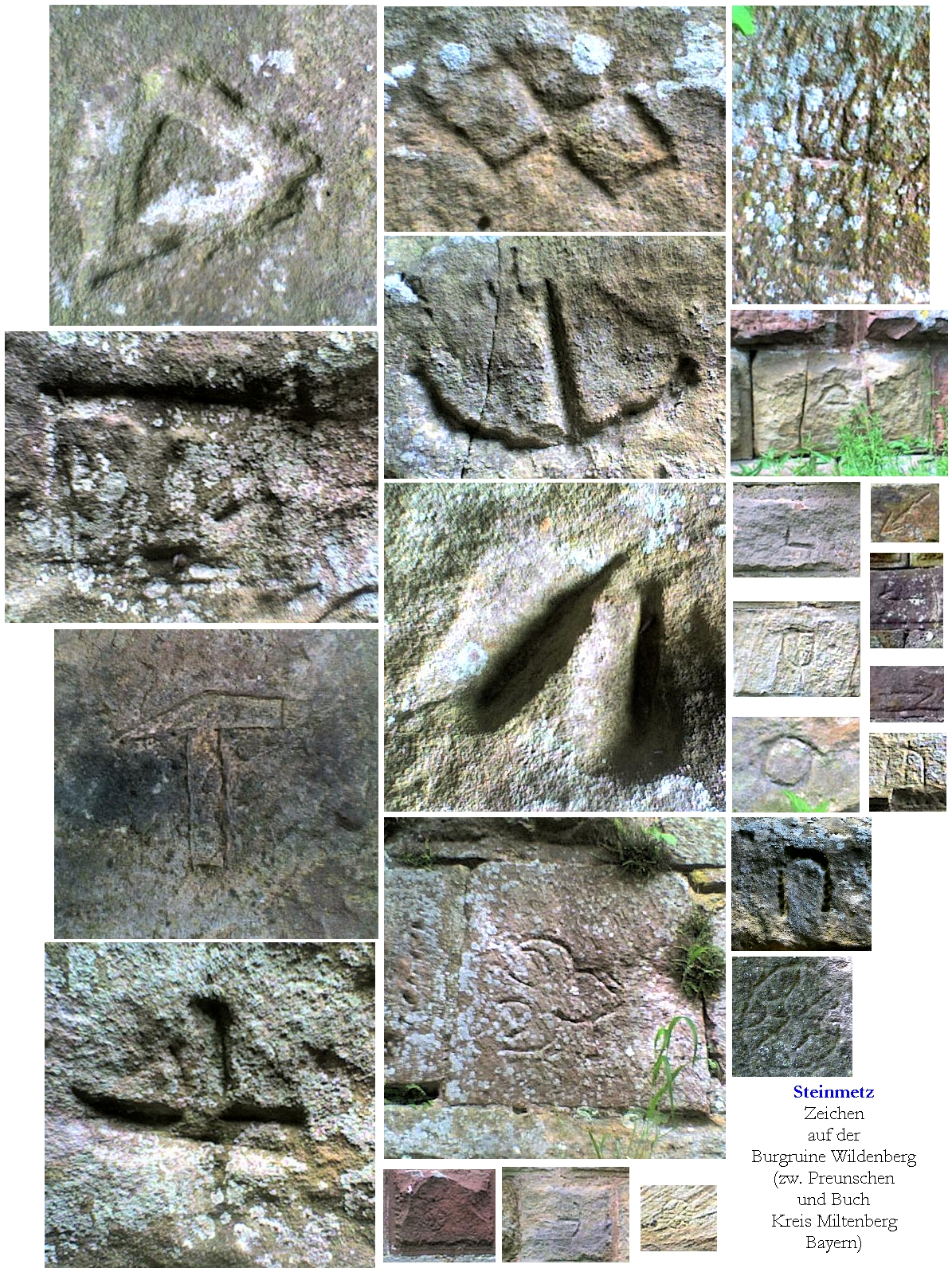
De variëteit aan steenhouwersmerken op kasteel Wildenberg

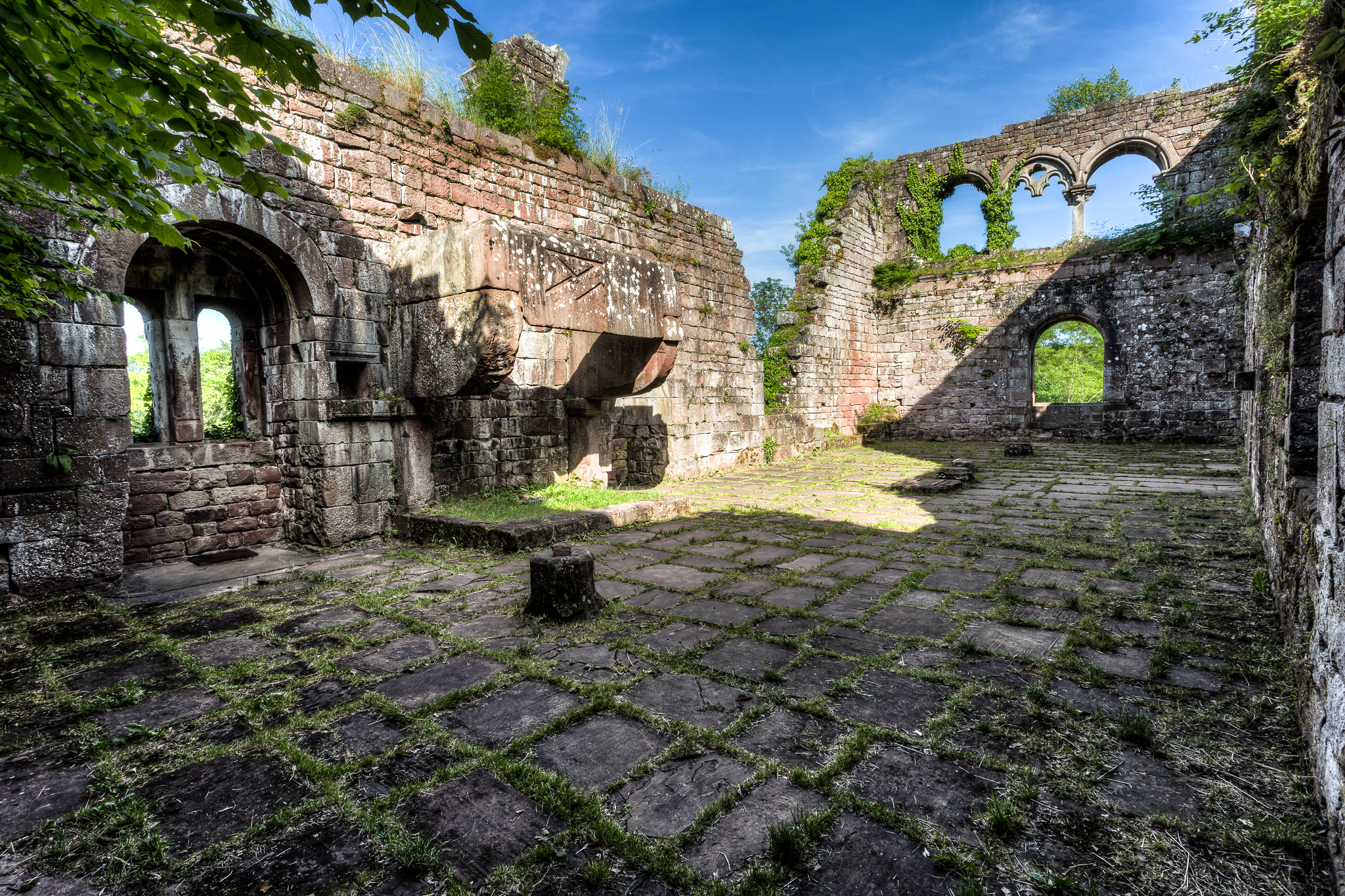
Palas met grote schouw en arcaden

Kasteel Wildenberg (Wildenberc, Wildenburg) is een Romaanse kasteelruïne uit de periode van de Hohenstaufen (12e, 13e eeuw), in de heuvels van Odenwald in Duitsland. Het kasteel is gelegen bij de plaats Preunschen in de gemeente Kirchzell in Neder-Franken, in het district van Miltenberg in Beieren.

## Beschrijving
Het kasteel is een rechthoekig gebouw met een lengte van 80 meter.  Er zijn wel 50 verschillende steenhouwersmerken gevonden. Enige meters boven het kasteel bevindt zich de Fels(en)burg (Rotskasteel), een uitgehouwen grot. Er was een houten brug op stenen pijlers met ophaalbrug. De burcht is een van de best bewaarde Hohenstaufen kastelen in Zuid-Duitsland.

## Geschiedenis
Kasteel Wildenberg werd door de Heren van Dürn gebouwd tussen 1180 en 1200. De zuidelijk gelegen poorttoren werd waarschijnlijk in 1216 opgericht. In 1271 werd de burcht verkocht aan de aartsbisschop van Mainz. Het was de officiële residentie van de regering van Mainz, tot het tijdens de Duitse Boerenoorlog onder ridder Gottfried Götz von Berlichingen op 4 mei 1525 verwoest werd. Ook zou een aardbeving in 1356 aanzienlijke schade hebben toegebracht.
In de 15e eeuw bouwde aartsbisschop Dietrich von Erbach de grote scheidingsmuur op de binnenplaats. Toen de kelder was overwelfd, werd de Grote Hal ook opgedeeld. Daar waren prestigieuze ontmoetingsruimten, een kamer voor de wintermaanden met vloerverwarming en kleine vensters en een hal voor zomerfeesten met arcaden, die van boven licht binnenlieten.

## Munsalvaesche
Kasteel Wildenberg is mogelijk het kasteel dat Munsalvaesche, de graalburcht, wordt genoemd in Wolfram von Eschenbachs Parzival (ca. 1200-1210). Von Eschenbach onderhield nauwe banden met de heren von Walldürn, die de Wildenberc bewoonden. Wildenberc = mons silvaticus = mont sauvage = Munsalvaesche (volgens Prof. dr. A. van der Lee). Von Eschenbach heeft hier hoogstwaarschijnlijk een deel van zijn Parzival geschreven. Het kasteel heeft enorme schouwen, zoals beschreven in Anfortas' graalburcht.